# Daniel Fehr
Daniel Fehr (* 17. März 1849 in Rüdlingen, Kanton Schaffhausen; † 14. Februar 1938 in Zürich; heimatberechtigt in Rüdlingen) war ein Schweizer Geodät.

## Leben und Werk
Daniel Fehr war ein Sohn des Landwirts Daniel und der Elisabeth, geborene Meyer. Er wuchs mit dreizehn Geschwistern in Rüdlingen auf.
Er absolvierte das Gymnasium in Schaffhausen, das er mit der Erteilung von Privatstunden finanzierte. Nach bestandener Matura arbeitete er von 1871 bis 1880 für die badische Landesvermessung. Wieder in Schaffhausen, arbeitete er als Privatgeometer und bestand 1881 die Prüfung als Konkordatsgeometer. Als solcher führte er im St. Galler Rheintal die ersten Güterzusammenlegungen durch.
Fehr war ab Herbst 1886 bis zu seiner Pensionierung 1920 Kantonsgeometer in Zürich. Der Schweizerische Geometerverein verlieh ihm 1910 für seine Verdienste die Ehrenmitgliedschaft.
Fehr war Mitglied der eidgenössischen Geometerprüfungskommission und Dozent für Grundbuchvermessungswesen an der ETH Zürich. Beide Ämter legte er altersbedingt 1928 nieder. Seine letzte Ruhestätte fand er auf dem Friedhof Fluntern.